# 琼·黑斯廷斯
琼·黑斯廷斯（英語：Joan Hastings，1925年2月27日—2004年4月6日），新西兰女子游泳运动员。她曾代表新西兰参加1950年大英帝国运动会游泳比赛，获得女子440码自由泳接力银牌。